# Varró Sándor
Varró Sándor (Dombóvár, 1955. július 25.) fizikus, tudományos tanácsadó, az MTA doktora.

## Életútja
Az általános iskolát Dombóváron végezte, majd a helyi Illyés Gyula Gimnáziumban érettségizett. 1974-ben kezdte meg tanulmányait a szegedi József Attila Tudományegyetem (JATE) Természettudományi Kar fizikus szakán. 1979-től 1982-ig az MTA Központi Fizikai Kutató Intézete (KFKI) Szilárdtest-elméleti Osztályán doktori ösztöndíjasként dolgozott. Egyetemi doktori értekezését 1981-ben, kandidátusi értekezését 1986-ban, akadémiai doktori értekezését 1998-ban védte meg. 1999-ben elnyerte a Magyar Tudományos Akadémia doktora címet. 2001-ben a Szegedi Tudományegyetem (SZTE) habilitált tagjává fogadták. 2005-ben megkapta az SZTE által adományozott egyetemi magántanári címet. 1982-ben tudományos munkatárssá, majd 1987-ben tudományos főmunkatárssá minősítették át, munkahelyén az MTA Szilárdtestfizikai és Optikai Kutató Intézetében (SzFKI). Az MTA Doktora fokozat elnyerése után 1999-ben tudományos tanácsadóvá minősítették. A 2000–2003 közti időszakban megbízást kapott az MTA SzFKI Lézerfizikai Osztálya osztályvezetői teendőinek ellátására.

## Társasági tagság
- Eötvös  Lóránd Fizikai Társulat Atom-, Molekulafizikai és Kvantumelektronikai Szakcsoportja
- MTA Lézerfizikai Bizottsága

## Publikációi
- J. Bergou, S. Varró: Wave functions of a free electron in an external field and their application in intense field interactions, II. :Relativistic treatment. J. Phys. A: Math. Gen. 13, 2823-2837 (1980) [ 1.620 ]
- J. Bergou, S. Varró: Optically induced band structure  of free electrons in an external plane wave field. J. Phys. A: Math. Gen. 13, :3553-3559 (1981) [1.863 ]
- J. Bergou, S. Varró: Nonlinear scattering processes in the presence of a quantised radiation field: I.   Non-relativistic treatment.

J. Phys. A: Math. Gen. 14, l469-l482 (1981) [1.863 ]
- J. Bergou, S. Varró: Nonlinear scattering processes in the presence of a quantised radiation field: II. Relativistic treatment

J. Phys. A: Math. Gen. 14, 2281-2303 (1981) [1.863 ]
91 tudományos publikációja jelent meg, többségük a legrangosabb nemzetközi folyóiratokban, melyekre körülbelül 450  hivatkozás történt. Több mint 100  idegennyelvű előadást  tartott, jelentős részüket  nemzetközi  konferenciákon,  szemináriumokon,  illetve  Európa  és az USA  különböző  kutatóintézeteiben  és egyetemein.

## Díjak, elismerések
- KFKI főigazgatói jutalom – 1981
- KFKI Intézeti Ifjúsági Díja – 1982
- Szilárd testek  kutatása  országos  kutatási főirány pályázatán kiírt jutalom – 1983
- Magyar Tudományos Akadémia Ifjúsági Díja – 1983
- KFKI Jánossy Díja – 1985
- ELFT Schmid Rezső Díja – 1987
- Dombóvár Város Díszpolgára – 2014